# 罗伯特·芬克尔斯坦
罗伯特·杰·芬克尔斯坦（英語：Robert Jay Finkelstein，1916年3月26日—2020年8月27日），美国物理学家，加利福尼亚大学洛杉矶分校教授。主要从事基本粒子研究。

## 生平
1916年生于马萨诸塞州皮茨菲尔德。早年就读于皮茨菲尔德高中，1933年考入达特茅斯学院，1937年毕业。后在哈佛大学深造，1941年以论文《铬明矾的能级·乙基硫酸铈的磁化率》获博士学位，导师为約翰·范扶累克教授。随后，他前往华盛顿，加入美国海军部弗朗西斯·比特研究小组。曾从事冲击波和爆轰理论研究。他用解析的方法完成了苏布拉马尼扬·钱德拉塞卡先前用数值方法解开的一个冲击波问题，他还与乔治·伽莫夫共同完成论文《爆轰过程理论》。阿尔伯特·爱因斯坦曾担任他小组的顾问。
二战后，他曾在芝加哥大学从事博士后研究，1947年至1948年在普林斯顿高等研究院研究小组工作，师从罗伯特·奥本海默。1948年，他进入加利福尼亚大学洛杉矶分校工作，成为高能物理理论小组的成员。期间，他曾多次在高等研究院从事尖端研究。他是1959年至1960年度的古根海姆学者。在这段时期，他为Β衰变理论做出了重要贡献，预测了Π介子的宇稱，并计算出了Μ子的辐射修正。1986年从加利福尼亚大学洛杉矶分校退休，成为名誉教授。
2020年8月27日在洛杉矶逝世，终年104岁。